# Tóth Géza (vegyészmérnök)
Tóth Géza (Pécs, 1907. február 22. – Pécs, 1990. december 29./december 30.) vegyészmérnök, tornász, olimpikon. A baranyai vegyészek neves szellemi irányítójaként ismert, egyetemi magántanár, a kémiai tudományok doktora, Zechmeister László tanítványa.

## Életútja
Alig egyéves korában szülei Kolozsvárra költöztek, így iskoláit ott végezte 1924-ben. Középiskolai tanulmányai befejezését követően a fővárosi József Nádor Műszaki Egyetemre került, ahol vegyészmérnöki diplomát szerzett.

## A tornász olimpikon
A budapesti Nemzeti Torna Egyletben (NTE) kezdte sportpályafutását.
A legkiválóbb hazai tornászok közé tartozóként a magyar férfi tornászcsapat tagjaként elutazhatott Amszterdamba az 1928. május 17-e és 1928. augusztus 12-e között megrendezésre kerülő IX. nyári olimpiai játékokra. Csapata (Erdődy Imre, Kende Rezső, Kunszt Gyula, Pászti Elemér, Pelle István, Péter Miklós, Szalai József, Tóth Géza) összetettben a tizedik helyet szerezte meg. Tóth Géza nem tartozott a világ szorosan vett élmezőnyébe, bár ez semmit nem von le érdemeiből, inkább a vetélytársak képességeit dicséri: lólengésben 62., gyűrűn 80., lóugrásban 73., korláton 53., nyújtón 84. helyen fejezte be gyakorlatait. Egyéni összetettben 73. lett. Ezeken túl minden ország nevezői előadtak egy közös csapatgyakorlatot is.
Élete legjelentősebb megmérettetése után a sportoló 1930-ban visszatelepült Pécsre, ahol nagy szerepet játszott a pécsi tornászélet elindításban. Átigazolt a Pécsi Atlétikai Clubba (PAC), ahol már nem csak a szerek világában jeleskedett, hanem a szervezési feladatokból is kivette a részét, és a Bőrgyári Torna Club (BTC) sporttevékenységéből sem maradhatott ki.

## A vegyészmérnök
1934-ig a pécsi Erzsébet Tudományegyetemen Zechmeister László mellett dolgozott. 1939-ben egyetemi magántanár lett, 1951-ben a kémiai tudományok doktora.
1934-től a Pécsi Bőrgyár tudományos tanácsadója, 1937-től a gyár fővegyésze volt. 1948-tól Kerese Istvánnal, a bőrgyár laboratóriumának vezetőjével dolgozott együtt. 1956-ban a gyári munkástanács elnökének választották meg, ami miatt visszaminősítették, és alacsonyabb munkakörbe került. 1963-tól a gyár krómrészlegének vezetője volt.
Számos eljárás és szabadalom kidolgozása révén a bőripari kémia elismert szaktekintélyének számított. Munkája során elsődlegesen a bőrgyártás fiziko-kémiai kérdéseivel, technológiai feladatok megoldásának kísérleteivel és a pőre duzzadásának kolloid-kémiai vizsgálatával foglalkozott. Sok találmány és újítás fűződik a nevéhez, a legsikeresebb a Lignotán elnevezésű műcserzőanyag, melyet Tóth Bélával közösen fejlesztettek ki.

## Kitüntetései
- Edmund Stiasny-díj (1977, hamburgi ülés) Nemzetközi Bőrvegyészek Uniójának legmagasabb elismerése[2]
- Eötvös Loránd-díj (1978)[2]
- Munka Érdemrend arany fokozata (1987)[2]